# Пентапалладийтрииндий
Пентапалладийтрииндий — бинарное неорганическое соединение
палладия и индия
с формулой In3Pd5,
кристаллы.

## Получение
- Сплавление стехиометрических количеств чистых веществ:

{\displaystyle {\mathsf {5Pd+3In\ {\xrightarrow {946^{o}C}}\ In_{3}Pd_{5}}}}

## Физические свойства
Пентапалладийтрииндий образует кристаллы
ромбической сингонии,
пространственная группа P bam,
параметры ячейки a = 1,10420 нм, b = 0,561346 нм, c = 0,424263 нм, Z = 2
структура типа пентародийтригерманий Ge3Rh5
.
Соединение образуется по перитектической реакции при температуре 664°C.